# Odontomyia ochropa
Odontomyia ochropa är en tvåvingeart som beskrevs av Thomson 1869. Odontomyia ochropa ingår i släktet Odontomyia och familjen vapenflugor. Inga underarter finns listade i Catalogue of Life.